# Wehbach (Asdorf)
Die Wehbach ist ein weniger als 2 km langer, orografisch linker Nebenfluss der Asdorf in Rheinland-Pfalz mit südwestlicher bis westlicher Fließrichtung. Der Bach läuft auf ganzer Länge im Gebiet der zum Landkreis Altenkirchen (Westerwald) gehörenden Kleinstadt Kirchen (Sieg), auf der ersten Hälfte seines Weges im Wald, im Mündungsort Wehbach zuletzt verdolt.
Der kleine Bach wird am Oberlauf von jeweils einem rechtsseitigen und linksseitigen kurzen Rinnsal gespeist, die von den Hängen des Rauschenbergs und dann des Brühlkopfes her zulaufen.  